# Carcelia delicatula
Carcelia delicatula är en tvåvingeart som beskrevs av Louis-Paul Mesnil 1968. Carcelia delicatula ingår i släktet Carcelia och familjen parasitflugor. Inga underarter finns listade i Catalogue of Life.